# Берлин, Абрам Лейбович
Абрам (Иосиф) Лейбович Берлин (1877—1952) — российский и израильский архитектор.

## Биография
Берлин Абрам-Есель родился в 1877 году в Могилёве в семье Лейбы Симоновича  (1844–после 1920) и Добы Мовшовны Берлиных (1856 – после 1920) . Окончил Одесскую рисовальную школу (1900),  Высшее художественное училище при Императорской Академии художеств в 1911 году. В 1919—1921 гг. был сотрудником 1-й Петроградской архитектурной мастерской. 
Выиграл одиннадцать премий в открытых архитектурных конкурсах.
В 1921 году перебрался в Палестину. В 1923 году в своём доме на улице Грузенберг в Тель-Авиве основал школу изобразительного искусства и архитектуры, и сам стал во главе отделения архитектуры. 
В 1924-м он вместе с архитектором Рихардом Пассовски основал свою фирму. А в 1925-м они основали также «Ассоциацию инженеров и архитекторов Палестины» (ныне — «Ассоциация инженеров и архитекторов Израиля»). 
В течение 1931-го — 1936-го работал вместе со своим сыном Зеевом Берлиным. Его проекты отличались специфическим использованием силикатного кирпича, основного тогда строительного материала в Тель-Авиве. Оставляя кирпич не оштукатуренным, он создавал особую игру абстрактных форм, слегка напоминавших экспрессионизм и ар-деко. Примерами этого служат его собственный дом и кинотеатр Мограби в Тель-Авиве.
Наиболее известными из его проектов являются: тель-авивский кинотеатр на площади Мограби, дом Берлина, здание типографии газеты «Га-Арец», жилой дом на бульваре Ротшильда.
Жена — Мириам Семеновна (Роза (Руха)-Лея Симоновна) Берлина (Зон; Базельян (Базелян); 1888, Литва—1974, Тель-Авив), скульптор. Автор скульптурных портретов поэта Хаима-Нахмана Бялика, первого мэра Тель-Авива Меира Дизенгофа, актеров театра «Габима» Иошуа Бертонова и Ханы Ровиной, писателей Шолома-Алейхема, Менделя Мойхер-Сфорима и других.
Сыновья:  Зеев (Вольф) Берлин (1906—), архитектор и Моисей Берлин (1907—?); 
Дочь — Наоми Берлин (1911—?).

## Проекты

### Санкт-Петербург
- Гатчинская улица, д.№ 19-21 — доходный дом. 1910—1913. Совместно с А. Л. Лишневским.
- Набережная Карповки, д.№ 36 — доходный дом. 1912.
- Кузнечный переулок, д.№ 7 — доходный дом. Перестройка. 1912—1914. (Не сохранился).
- Лиговский проспект, д.№ 91 / Свечной переулок, д.№ 27 — доходный дом А. Л. Сагалова. 1913—1914. Совместно с А. Л. Лишневским.
- 6-я линия, д.№ 47, левая часть — доходный дом. 1914.
- Проспект Римского-Корсакова, д.№ 85/Улица Володи Ермака, д.№ 10 — доходный дом. 1914—1915. (Завершен в 1920-х).

### Израиль
- Санаторий, Моца, Палестина, 1923—1927.
- Электростанция, Яффа, 1925.
- Сефардская синагога «Охель Моэд»[ивр.], Тель-Авив, 1925—1927.
- Кинотеатр на площади Мограби, Тель-Авив, 1925—1932
- Собственный дом, Тель-Авив, 1929
- Здание типографии газеты «Га-Арец», Тель-Авив.
- Жилой дом на бульваре Ротшильда, Тель-Авив.

## Галерея

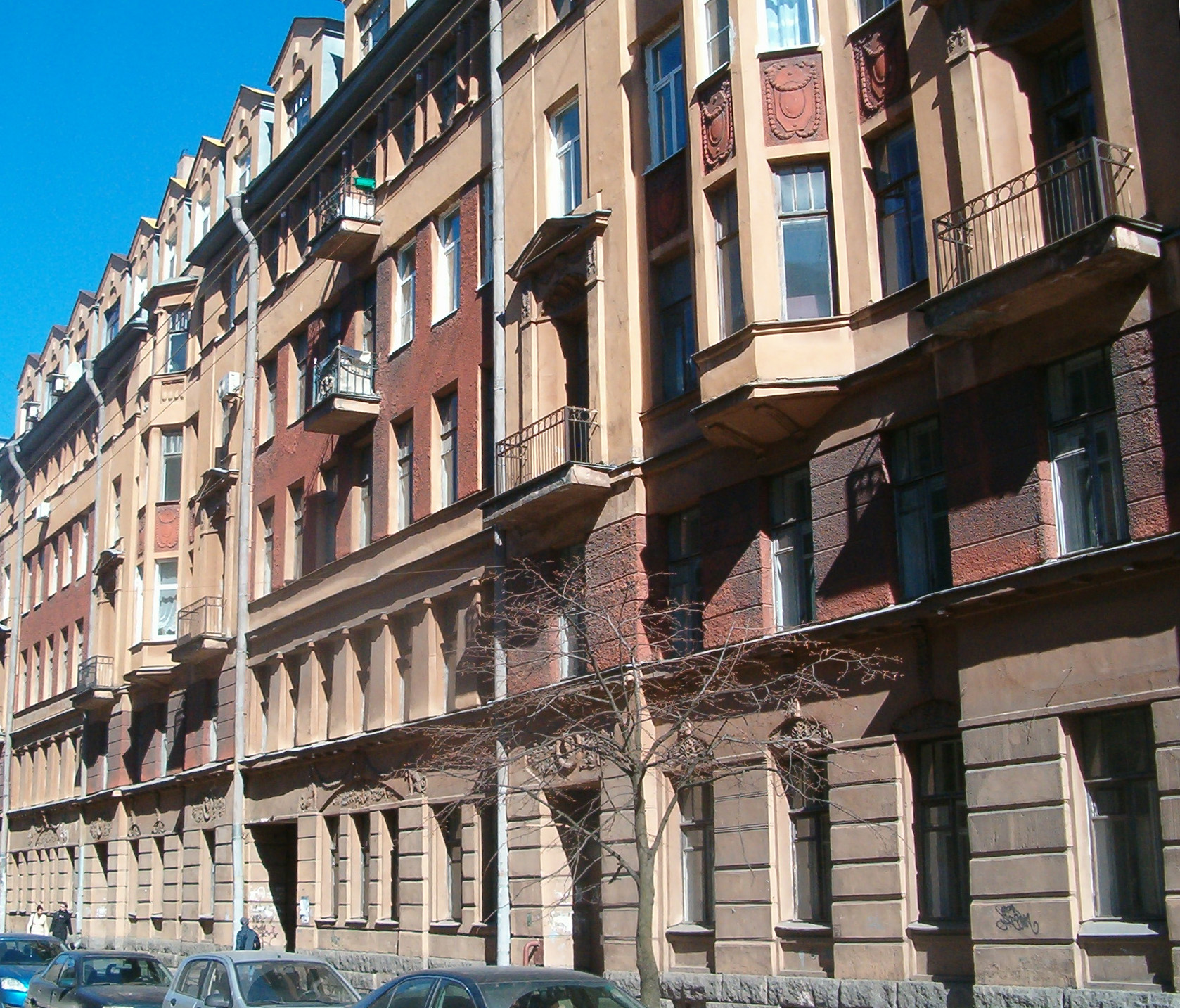
Гатчинская, 19-21. 1910—1913. Совместно с А. Л. Лишневским
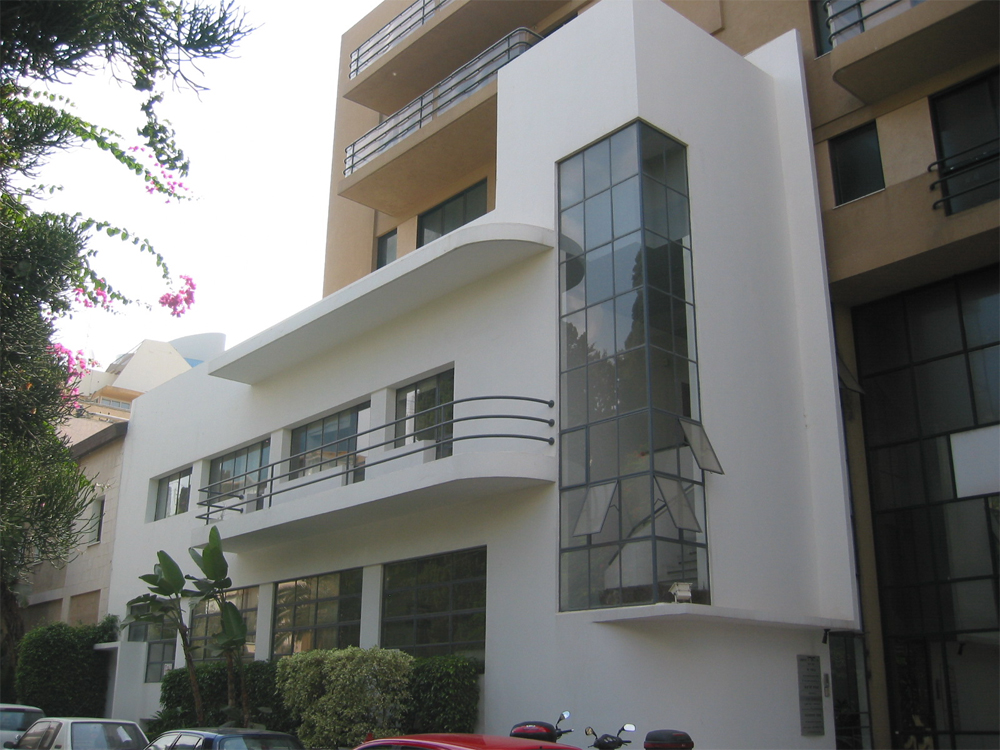
Здание типографии газеты «Га-Арец
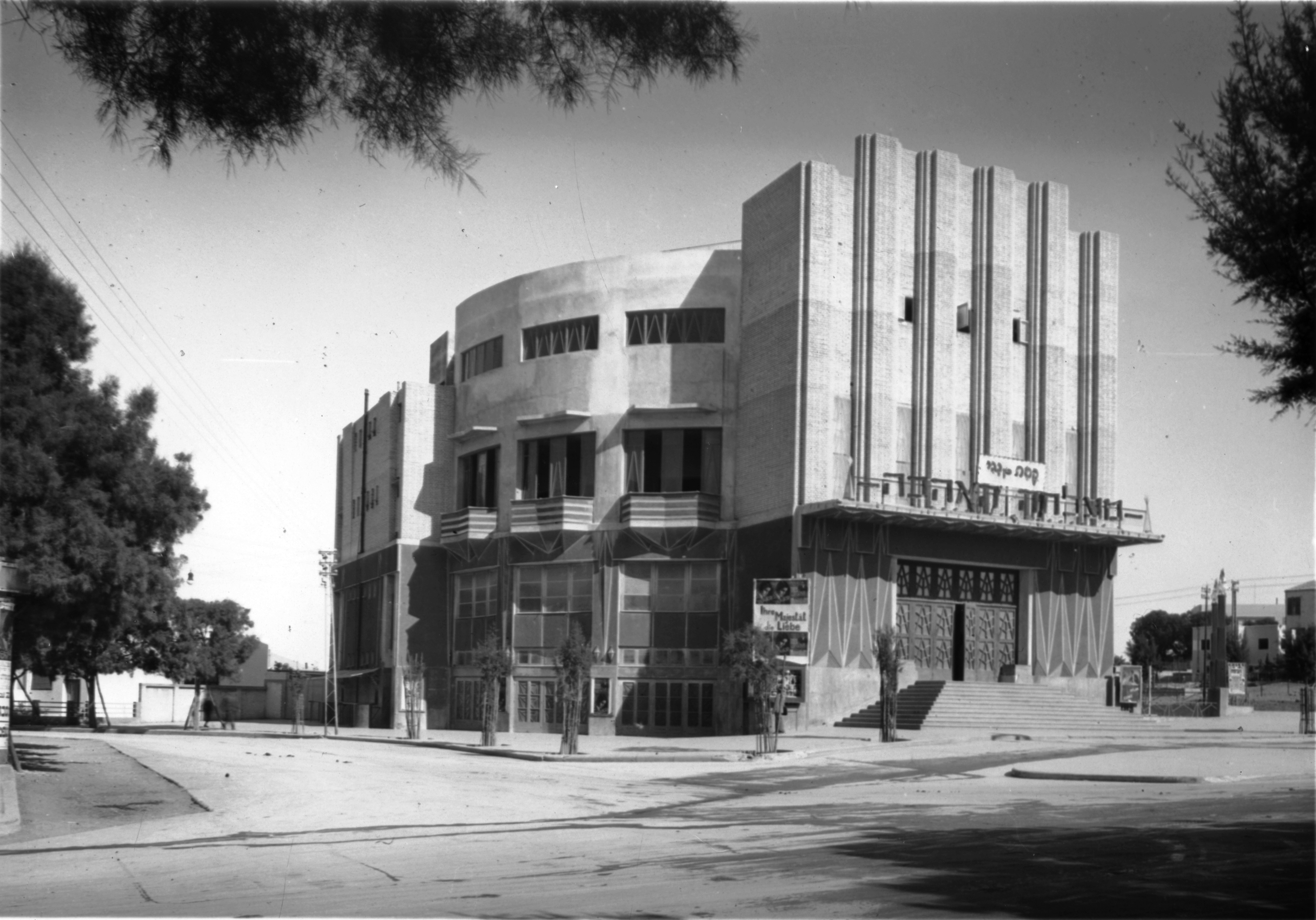
Кинотеатр на площади Мограби (Тель-Авив)